# Senado de México
La Cámara de Senadores del Congreso de la Unión, también llamada Senado de la República, es la cámara alta del Poder Legislativo federal de México. Integra, junto con la Cámara de Diputados, una asamblea bicameral, en donde se deposita este poder. Se compone de representantes de las entidades federativas: 128 senadores electos, en su totalidad, para un periodo de seis años, que inicia el 1 de septiembre del año de la elección.
El total de sus integrantes se divide en tres principios de elección: 64 senadores electos de manera directa, dos por cada una de las 32 entidades federativas (31 estados y Ciudad de México) que componen el país; 32 senadores asignados a la primera minoría, es decir el segundo lugar de la elección, esto es uno por cada entidad federativa; y 32 senadores que son electos según el principio de representación proporcional, mediante el sistema de una lista nacional, de acuerdo al porcentaje de votación obtenida en el país.
La vigente Constitución de 1917 prevé este órgano en su título tercero, capítulo II, secciones I, II y III, y aborda concretamente a este en cinco artículos. En ellos se especifican las obligaciones, facultades, requisitos y restricciones de la cámara. Sus facultades exclusivas incluyen legislar en materia de política exterior; aprobar o no los tratados y convenios internacionales firmados por el Presidente de la República; autorizar todo tipo de movimiento de las Fuerzas Armadas, ya sea dentro del territorio nacional o fuera de este, así como el tránsito de tropas extranjeras dentro del país; ratificar todos los nombramientos del ejecutivo en materia de Fuerzas Armadas y Política exterior; declarar la desaparición de los poderes estatales, designando un gobierno interino y estableciendo los métodos para su eventual sustitución; aceptar o denegar las renuncias de los titulares en los órganos principales del Poder Judicial de la Federación; legislar en materia de seguridad nacional, incluyendo la aprobación de la política gubernamental propuesta; designar al fiscal general de la República y a los integrantes de la junta de gobierno del Banco de México; decidir a través de decretos sobre límites fronterizos de los estados; la facultad para decidir si se procede o no, contra el presidente de la República en caso de cometer un delito, en los términos del artículo 110 constitucional; y todas aquellas prerrogativas que le concedan otros artículos de la Constitución y las leyes federales.
El primer periodo ordinario de sesiones comenzará el 1 de septiembre de cada año y deberá concluir a más tardar los días 15 de diciembre. El segundo periodo abrirá el 1 de febrero y cerrará como máximo el 30 de abril. En periodos de receso, la Comisión Permanente reúne un número de diputados y senadores para atender los asuntos pendientes del Congreso hasta el nuevo periodo de sesiones.
Su sede se ubica en el número 135 de la avenida Paseo de la Reforma, en el cruce o intersección con otra de las vías más importantes de la Ciudad de México: la avenida de los Insurgentes, en la demarcación Cuauhtémoc. La anterior sede del Senado se encontraba en el Centro Histórico de la Ciudad de México, en un edificio conocido como la Antigua Casona de Xicoténcatl.

## Requisitos para acceder al cargo

### Antecedentes
De acuerdo con los regímenes constitucionales que antecedieron a la actual carta magna, los requisitos para el ejercicio del cargo han variado. La primera ley suprema (1824) únicamente pedía haber nacido en el estado donde pretendiera ser electo, o residir en él dos años antes de la elección, y tener 30 años; no obstante también incluía requisitos para aquellos no nacidos en el país que aspiraran al cargo; siendo estos, tener una residencia previa de ocho años, haber nacido en alguno de los territorios del Imperio Español (siempre y cuando ya fuera territorio independiente al momento de publicarse la carta magna) e ingresos por mil pesos anuales, o en su defecto un capital acumulado de ocho mil pesos. Se reducía el requisito de vecindad de ocho a tres años, a quienes habiendo sido militares, pelearan por la independencia de México.
Las siete leyes centralistas de 1836; aumentó la edad mínima requerida a treinta y cinco, residir en el departamento donde pretendiera ser electo, pidió que el individuo comprobara ingresos de por lo menos dos mil quinientos pesos anuales (considerando la paridad vigente de la época) y ser mexicano por nacimiento. Las bases orgánicas de 1843 únicamente modificó la posesión de bienes por un valor mínimo de cuarenta mil pesos.
La Constitución de 1857, suprimió al Senado para establecer la unicameralidad del congreso. Al restablecerlo en 1874, definió la igualdad de requisitos que los de diputados, excepto por la edad que fijo en 30 años.
El texto original de la actual carta magna guardó la mayor parte de los principios y requisitos de la de 1857, cuando esta restableció el Senado en 1874; sin embargo hizo especificaciones para los cargos impedidos de acceder a una senaduría y los periodos previos mínimos de separación para poder hacerlo. Una reforma constitucional en 1972 fijó la edad mínima de 30 años, y una nueva en 1999 la dejó en los actuales 25 años. En todos los casos de los ordenamientos legales había un común denominador, no podían ocupar ningún cargo público antes de la elección, ni durante su encargo.

### Actualidad
Según el Artículo 58 de la Carta Magna, para ser senador se requieren los mismos requisitos que para ser diputado, salvo el de la edad:
- Ser ciudadano mexicano, por nacimiento, en el ejercicio de sus derechos.
- Tener veinticinco años cumplidos el día de la elección;
- Ser originario de la entidad federativa en que se haga la elección o vecino de esta con residencia efectiva de más de seis meses anteriores a la fecha de ella.
- No estar en servicio activo en el Ejército Federal ni tener mando en la policía o gendarmería rural donde se haga la elección, cuando menos noventa días antes de ella.
- No ser titular de alguno de los organismos a los que esta Constitución otorga autonomía, ni ser Secretario o Subsecretario de Estado, ni titular de alguno de los organismos descentralizados o desconcentrados de la administración pública federal, a menos que se separe definitivamente de sus funciones 90 días antes del día de la elección. No ser Ministro de la Suprema Corte de Justicia de la Nación, ni Magistrado, ni Secretario del Tribunal Electoral del Poder Judicial de la Federación, ni Consejero Presidente o consejero electoral en los consejos General, locales o distritales del Instituto Nacional Electoral, ni Secretario Ejecutivo, Director Ejecutivo o personal profesional directivo del propio Instituto, salvo que se hubiere separado de su encargo, de manera definitiva, tres años antes del día de la elección. Los Gobernadores de los Estados y el Jefe de Gobierno de Ciudad de México no podrán ser electos en las entidades de sus respectivas jurisdicciones durante el periodo de su encargo, aun cuando se separen definitivamente de sus puestos. Los Secretarios del Gobierno de las entidades federativas, los Magistrados y Jueces Federales y locales, así como los Presidentes Municipales y Alcaldes en el caso de Ciudad de México, no podrán ser electos en las entidades de sus respectivas jurisdicciones, si no se separan definitivamente de sus cargos noventa días antes del día de la elección;
- No ser Ministro de algún culto religioso.
- No estar comprendido en alguna de las incapacidades que señala el artículo 59 (haber ocupado el cargo como "propietario" en el periodo anterior inmediato, es decir la «no reelección»).

## Facultades
Además de las obligaciones y derechos legislativos que comparte con la Cámara de Diputados como integrantes del congreso, el artículo 76 de la constitución le confiere en exclusividad las siguientes facultades:

- I. Analizar la política exterior desarrollada por el Ejecutivo Federal con base en los informes anuales que el Presidente de la República y el Secretario del Despacho correspondiente rindan al Congreso. 
  - Además, aprobar los tratados internacionales y convenciones diplomáticas que el Ejecutivo Federal suscriba, así como su decisión de terminar, denunciar, suspender, modificar, enmendar, retirar reservas y formular declaraciones interpretativas sobre los mismos;

- II. Ratificar los nombramientos que el mismo funcionario haga de los Secretarios de Estado, en caso de que éste opte por un gobierno de coalición, con excepción de los titulares de los ramos de Defensa Nacional y Marina; del Secretario responsable del control interno del Ejecutivo Federal; del Secretario de Relaciones Exteriores; de los embajadores y cónsules generales; de los empleados superiores del ramo de Relaciones Exteriores, y coroneles y demás jefes superiores del Ejército, Armada y Fuerza Aérea Nacionales, en los términos que la ley disponga;
- III. Autorizarlo también para que pueda permitir la salida de tropas nacionales fuera de los límites del País, el paso de tropas extranjeras por el territorio nacional y la estación de escuadras de otra potencia, por más de un mes, en aguas mexicanas.
- IV. Analizar y aprobar el informe anual que el Ejecutivo Federal le presente sobre las actividades de la Guardia Nacional;
- V. Declarar, cuando hayan desaparecido todos los poderes constitucionales de una entidad federativa, que es llegado el caso de nombrarle un titular del poder ejecutivo provisional, quien convocará a elecciones conforme a las leyes constitucionales de la entidad federativa. El nombramiento del titular del poder ejecutivo local se hará por el Senado a propuesta en terna del Presidente de la República con aprobación de las dos terceras partes de los miembros presentes, y en los recesos, por la Comisión Permanente, conforme a las mismas reglas. El funcionario así nombrado, no podrá ser electo titular del poder ejecutivo en las elecciones que se verifiquen en virtud de la convocatoria que él expidiere. Esta disposición regirá siempre que las constituciones de las entidades federativas no prevean el caso.
- VI. Resolver las cuestiones políticas que surjan entre los poderes de una entidad federativa cuando alguno de ellos ocurra con ese fin al Senado, o cuando con motivo de dichas cuestiones se haya interrumpido el orden constitucional, mediando un conflicto de armas. En este caso el Senado dictará su resolución, sujetándose a la Constitución General de la República y a la de la entidad federativa. 
  - La ley reglamentará el ejercicio de esta facultad y el de la anterior.

- VII. Erigirse en Jurado de sentencia para conocer en juicio político de las faltas u omisiones que cometan los servidores públicos y que redunden en perjuicio de los intereses públicos fundamentales y de su buen despacho, en los términos del artículo 110 de esta Constitución.
- VIII. Otorgar o negar las solicitudes de licencia o renuncia de las personas servidoras públicas del Poder Judicial de la Federación conforme al artículo 98 de esta Constitución y en los términos que establezcan las leyes;
- IX. Se deroga.
- X. Autorizar mediante decreto aprobado por el voto de las dos terceras partes de los individuos presentes, los convenios amistosos que sobre sus respectivos límites celebren las entidades federativas;
- XI. Analizar y aprobar la Estrategia Nacional de Seguridad Pública, en el plazo que disponga la ley, previa comparecencia del titular de la secretaría del ramo. En caso de que el Senado no se pronuncie en dicho plazo, ésta se entenderá aprobada;
- XII. Derogado
- XIII. Integrar la lista de candidatos a Fiscal General de la República; nombrar a dicho servidor público, y formular objeción a la remoción que del mismo haga el Ejecutivo Federal, de conformidad con el artículo 102, Apartado A, de esta Constitución, y
- XIV. Las demás que la misma Constitución le atribuya.

## Elección y composición

### Antecedentes
A diferencia del texto vigente de la actual carta magna, la mayoría de los anteriores regímenes constitucionales establecían en dos el número fijo de legisladores para integrar el órgano; de igual forma, ninguna de los anteriores cartas magnas consideró la elección popular directa del cargo, sino hasta su restablecimiento en 1874. El común denominador era que, tratándose de la cámara que representaba a los estados, fueran estos, a través de las legislaturas estatales, quienes los nombraran como directos representantes en la capital de la república.
De conformidad con lo anterior, el número de senadores varió con los eventuales ingresos o creaciones de estados a la Unión, y en dos casos con el cambio de régimen. La Constitución de 1824 determinaba elegir dos por cada uno de los entonces 19 estados, para los territorios no se incluyó representación en la cámara, solo correspondía a los congresos locales dicha elección. En las Siete Leyes (1836) fue recortada a la mitad de sus miembros, fijándose la representación de los departamentos (sustitutos de los estados) en un legislador por entidad. Los senadores (hasta entonces electos directamente por las legislaturas estatales) serían elegidos de una serie de ternas (una por cada departamento) propuestas por la Cámara de Diputados, el Consejo de ministros y la Suprema Corte, para después proceder con el voto de las juntas departamentales (sustitutas de los congresos locales). En las Bases Orgánicas (1843) el número de senadores fue elevado a tres por cada entidad. En cuanto a la elección; dos tercios de los senadores sería electos por el mismo órgano local y el otro tercio por los poderes ejecutivo y judicial. Tal como se mencionó con anterioridad, al restablecerse en 1874 se fijó su elección por voto popular directo, aunque retornando al número base de dos por estado.
Finalmente, el texto original de la actual carta magna conservó las determinaciones de su antecesora; en 1993 se establecieron tres senadores de mayoría relativa por estados (96 en total), y se creó la figura de senador de la primera minoría para el segundo lugar de la elección (32 en total; 128 absolutos). Finalmente en 1996 quedó el número definitivo de 64 de mayoría relativa, 32 a la primera minoría y se crearon los 32 de representación proporcional.

### Actualidad

#### Periodo y reelección
El periodo para el cargo de senador es de seis años, que comenzará el 1 de septiembre del año de la elección, aunque el cargo es jurado dos o tres días antes cuando se realiza la conformación de los órganos de gobierno interno de la cámara. Históricamente el cargo duraba cuatro años, hasta la reforma constitucional de 1933 que lo estableció en seis. Los senadores por ambos principios podrán ser reelectos hasta por dos periodos consecutivos, siempre y cuando la postulación la haga el partido al que pertenecía en su primer encargo o alguno de los de la coalición que lo impulsó, si ese fuera el caso. Podrá hacerlo de manera distinta solo si renuncia a su militancia original antes de la mitad de su periodo.

#### Senadores de mayoría relativa
En cada Estado y en Ciudad de México, dos serán elegidos según el principio de votación mayoritaria relativa. Para estos efectos, los partidos políticos deberán registrar una lista con dos fórmulas de candidatos. El partido ganador de la elección obtendrá las dos senadurías contenidas en su plataforma de aspirantes. De acuerdo con el artículo 56 de la constitución la elección de los senadores debe ser directa en cuanto al principio de mayoría relativa; y en los términos que disponga la ley electoral, es decir el proceso regido por la Ley General de Instituciones y procedimientos electorales y también con lo establecido en el artículo 41 constitucional
En términos generales dichas normativas establecen los derechos, facultades, prerrogativas y obligaciones para ciudadanos, partidos políticos, los poderes de la Unión y sus dependencias en materia electoral. Nombra al Instituto Nacional Electoral como organizador, fiscalizador, autoridad y responsable de los procesos electorales. Define al Tribunal Electoral del Poder Judicial de la Federación como el calificador e instancia jurídica para dirimir las controversias que surjan de las elecciones.
Durante la primera etapa del proceso de elección, se llevan a cabo diversas actividades entre las que se encuentra las campañas electorales, las cuales tendrán una duración de noventa días si estas coinciden con la elección presidencial, de lo contrario duraran sesenta. Las campañas deben de terminar tres días antes de la fecha electoral y a partir de ese momento queda prohibida cualquier difusión de propaganda, así como de encuestas o estudios estadísticos sobre las elecciones.
Las elecciones se llevan a cabo el primer domingo de julio del año de la elección, las casillas electorales abren a las 8:00 horas y cierran a las 18:00 horas, sin ningún cierre intermedio. Una vez cerrada la casilla se procede a contabilizar todas las boletas electorales y a cancelar las que hayan sobrado, se llenan las actas donde se establezcan los resultados y son firmadas de conformidad por los funcionarios de casilla y los representantes de los partidos políticos, todo se integra en un paquete que es sellado y que el presidente de la casilla procede a entregar al Consejo Distrital, que es el organismo encargado de contabilizar los paquetes electorales. 
La etapa de resultados y declaraciones de validez de las elecciones, inicia con la entrega a los consejos distritales de la documentación y de los expedientes electorales, y concluye con los cómputos y declaraciones que realizan los consejos del Instituto Nacional Electoral o las resoluciones del Tribunal Electoral. Es este último quien declara la validez de la elección y emitirá los dictámenes que declaren senadores electos a los candidatos ganadores.
La ley mexicana no contempla métodos de selección interna para los candidatos en los partidos políticos, y deja en manos de los estatutos internos de estos la manera de seleccionarlos. Sin embargo si proceden especificaciones para candidatos independientes, como un primer corte (que bien podría interpretarse como una ronda primaria) de aspirantes, en las que los registrados inicialmente deberán reunir un determinado número de firmas que respalden su viabilidad para aparecer en las boletas. El sistema electoral mexicano no contempla la segunda vuelta, por lo que para el candidato ganador bastará con superar el número de votos del segundo lugar, así sea por uno solo.

#### Senadores de primera minoría
La senaduría de primera minoría le será asignada a la fórmula de candidatos que encabece la lista del partido político que, por sí mismo, haya ocupado el segundo lugar en número de votos en la entidad de que se trate. Las mismas normas y procedimientos de los de mayoría, aplican para este tipo de elección.

#### Senadores plurinominales
De acuerdo con el artículo 56 de la constitución la elección de los senadores plurinominales es indirecta en cuanto al principio de representación proporcional y en los términos que disponga la ley electoral, es decir el proceso regido por la Ley General de Instituciones y procedimientos electorales y también con lo establecido en los artículos 41 y 60 constitucional. Los treinta y dos senadores serán elegidos según el principio de representación proporcional, mediante el sistema de listas votadas en una sola circunscripción plurinominal nacional. La ley establecerá las reglas y fórmulas para estos efectos.
Siguiendo lo anterior, en términos generales, la asignación de senadores plurinominales como lo marca la ley electoral consiste en lo siguiente: Se otorga el número de senadores que corresponda al mismo porcentaje de la votación total obtenida en el país; es decir, por ejemplo si un partido obtiene el 10% de la votación nacional, se le asignan 3 senadurías. Las asignaciones se otorgan en orden de sucesión a la lista entregada por cada partido; tomando como base el ejemplo anterior, las tres escaños se darán a los tres primeros lugares de la lista entregada. Desde luego existen restricciones; solo acceden al beneficio los partidos que acumulen el 3% de la votación nacional, entre otras.

## Órganos de gobierno
La organización, actividades, procedimientos y estructura de la Cámara de Senadores esta normada por la Ley Orgánica del Congreso General de los Estados Unidos Mexicanos y el Reglamento de la Cámara de Senadores. En esos estatutos legales se establecen los órganos de gobierno interno y sus responsabilidades.

### Mesa Directiva
Este órgano es el que conduce las sesiones de la Cámara y asegura el debido desarrollo de los debates, discusiones y votaciones del Pleno; garantiza que en los trabajos legislativos prevalezca lo dispuesto en la Constitución y la ley. Es electa por el pleno en la sesión constitutiva de la Cámara, que se lleva a cabo dos o tres días antes del inicio de la legislatura. Está conformada por un Presidente, cuatro vicepresidentes y cinco secretarios, electos para cada año de ejercicio de la legislatura, sin posibilidad de reelección. Su Presidente lo es a su vez de la Cámara de Senadores, es el máximo responsable y representante de esta. y quien asumiría provisionalmente el cargo de Presidente de la República si este no se presentase el día de la toma de posesión. 

### Junta de Coordinación Política
Es el órgano colegiado en el que se impulsan los debates políticos con las instancias y órganos que resulten necesarios a fin de alcanzar acuerdos para que el Pleno esté en condiciones de adoptar las decisiones que le corresponden, es decir, es el espació de reunión de los coordinadores de cada grupo político representado para delinear la agenda legislativa. Se integra con los Coordinadores de cada Grupo Parlamentario. El presidente de esta será, por los tres años de la legislatura, el coordinador parlamentario del partido que, por sí solo, tenga la mayoría absoluta de la cámara. En caso contrario esta se turnara un año entre los coordinadores de los tres partidos con mayor representación. Es el órgano colegiado en el que se impulsan entendimientos y convergencias políticas con las instancias y órganos que resulten necesarios a fin de alcanzar acuerdos para que el Pleno esté en condiciones de adoptar las decisiones que constitucional y legalmente le corresponden.

### Grupos Parlamentarios
Es el conjunto de senadores según su afiliación de partido, se integran por lo menos con cinco senadores y solo podrá haber uno por
cada partido político nacional que cuente con senadores en la Cámara.

### Estructura interna
Para el desempeño complementario del trabajo de los senadores, así como la vinculación de la cámara con otros poderes y la sociedad en general, cuenta con las siguientes unidades:
- Comités
- Secretaría General
- Secretaría de Servicios Parlamentarios
- Secretaría de Servicios Administrativos y Financieros
- Tesorería y contraloría
- Dirección General de Auditoría
- Dirección General de Control y Evaluación
- Dirección General de Quejas, Denuncias e Inconformidades
- Coordinación de Comunicación Social
- Unidad de Capacitación y Formación Permanente
- Unidad para la Igualdad de Género

## Comisiones
Para el despacho de los asuntos legislativos, los senadores se integran en Comisiones que se dedican a temas específicos según su denominación; de acuerdo con los artículos del 85 al 103 de la Ley Orgánica del Congreso General de los Estados Unidos Mexicanos, la Cámara de Senadores cuenta con 30 comisiones ordinarias, esto es, que se mantienen de legislatura a legislatura. Las comisiones se integran durante el primer mes del ejercicio de la legislatura correspondiente, y cada comisión podrá tener como máximo 30 miembros. A ellas se dirigen en primera instancia, y de conformidad al tema general al que se dediquen, todas las iniciativas de ley, decreto o reforma; para producir los dictámenes del proyecto a discutir y posteriormente aprobar o rechazar ante el pleno. La Cámara está facultada para constituir Comisiones especiales para el análisis o investigación de temas emergentes en el país o dentro de la propia cámara. Las comisiones ordinarias son:
| - I. Administración; - II. Agricultura, Ganadería y Desarrollo Rural; - III. Asuntos Indígenas; - IV. Biblioteca y Asuntos Editoriales; - V. Comercio y Fomento Industrial; - VI. Comunicaciones y Transportes; - VII. Defensa Nacional; - VIII. Derechos Humanos; - IX. Desarrollo Social; - X. De la Ciudad de México; - XI. Educación, Cultura, Ciencia y Tecnología; - XII. Energía; - XIII. Estudios Legislativos; - XIV. Federalismo y Desarrollo Municipal; - XV. Gobernación; | - XVI. Hacienda y Crédito Público; - XVII. Jurisdiccional; - XVIII. Justicia; - XIX. Marina; - XX. Medalla Belisario Domínguez; - XXI. Medio Ambiente, Recursos Naturales y Pesca; - XXII. Para la Igualdad de Género - XXIII. Puntos Constitucionales; - XXIV. Reforma Agraria; - XXV. Reglamentos y Prácticas Parlamentarias; - XXVI. Relaciones Exteriores; - XXVII. Salud y Seguridad Social; - XXVIII. Seguridad Pública; - XXIX. Trabajo y Previsión Social - XXX. Turismo. |

## Sedes

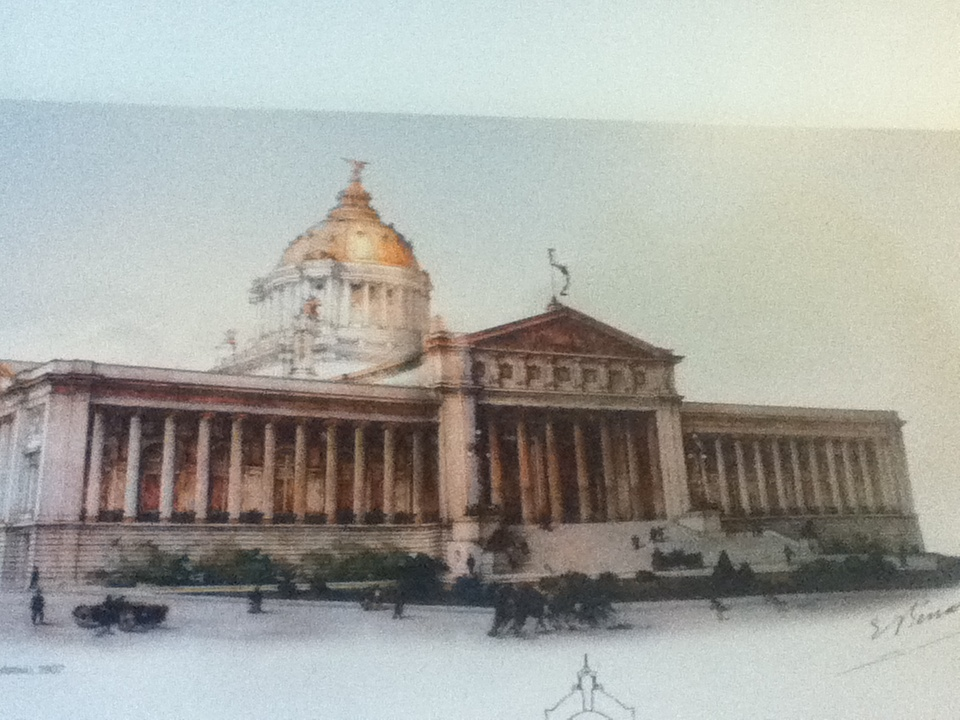
Proyecto del Palacio Legislativo, planeado en el Porfiriato, que debía albergar a las dos cámaras del Congreso.

El 1 de enero de 1825, en el Antiguo Colegio Jesuita de San Pedro y San Pablo, inició el primer periodo de sesiones del Primer Congreso Constitucional de los Estados Unidos Mexicanos; Previamente en este mismo recinto había sesionado el primer Congreso constituyente de 1822 (que a la vez tuvo como sede inaugural la Catedral Metropolitana). Desde entonces 10 edificios distintos han albergado por lo menos una sesión de la Cámara de Senadores. A estos se les puede dividir en dos; las sedes permanentes designadas por la cámara misma, y las alternas que sirvieron de manera provisional o transitoria por alguna emergencia o una sesión especial. Además habría que agregar que al momento de construirse el Palacio Legislativo de San Lázaro, estaba destinada una sala para el Senado, pero por diversas circunstancias nunca la ocupó.

### Permanentes
- Antiguo Colegio Jesuita de San Pedro y San Pablo (1822-1829)
- Antigua capilla real en la planta alta del ala sur en Palacio Nacional (1829-1857 y 1875-1931; recordando que en el intermedio estuvo desaparecido el Senado); dentro de este mismo edificio, llegó a tener sesiones especiales en el Salón Embajadores y el Salón de Recepciones, así como las sesiones de Congreso General en el Recinto Legislativo.
- Antigua Casona de Xicontencatl (17 de agosto de 1931-12 de abril de 2011).
- Edificio del Senado (13 de abril de 2011-presente).

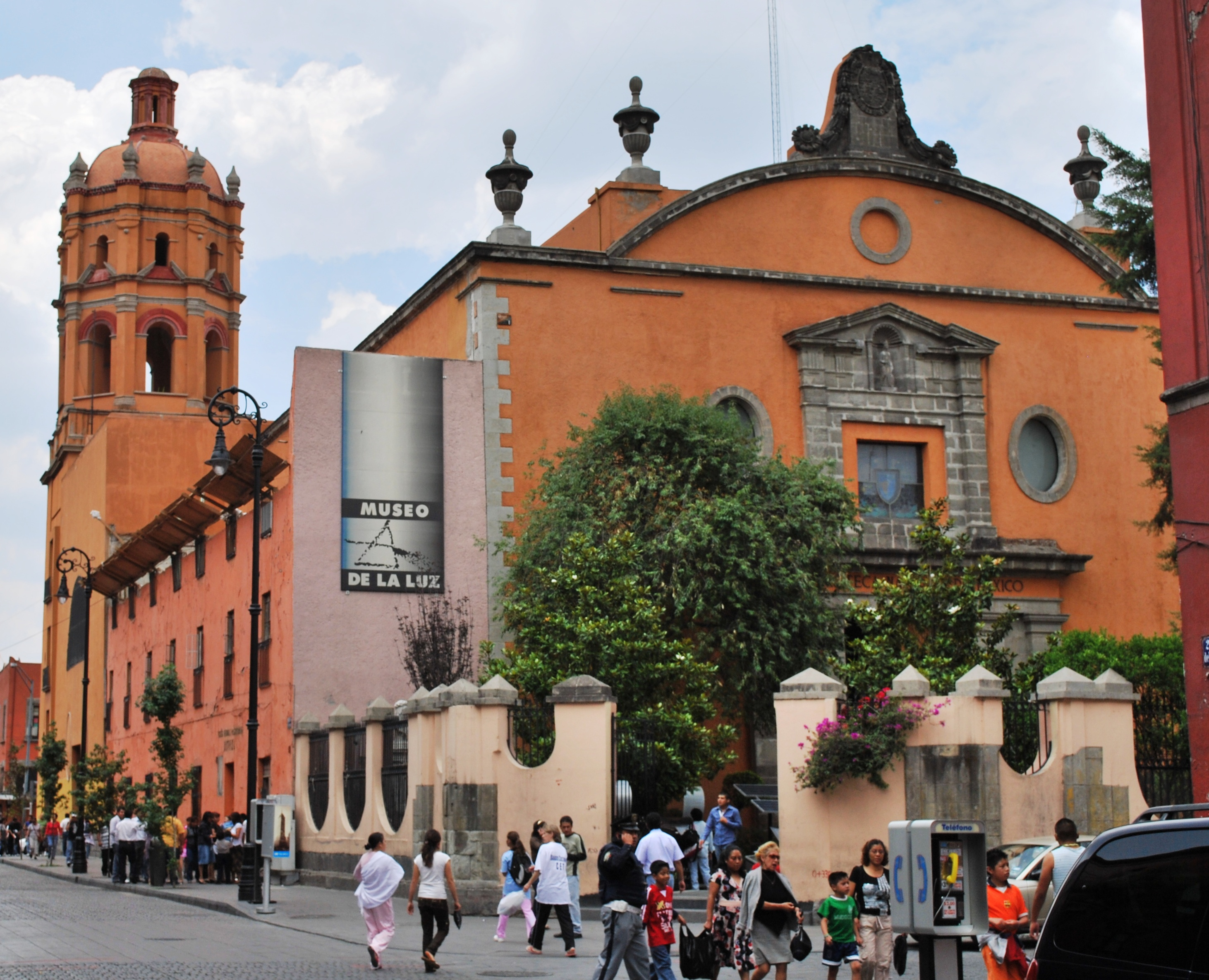
Antiguo Colegio Jesuita de San Pedro y San Pablo
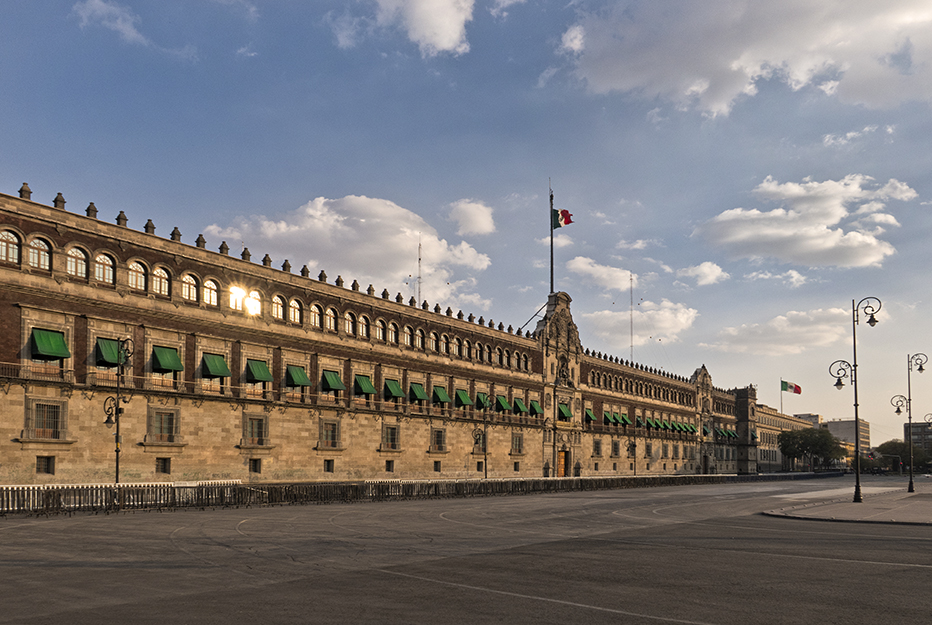
Palacio Nacional
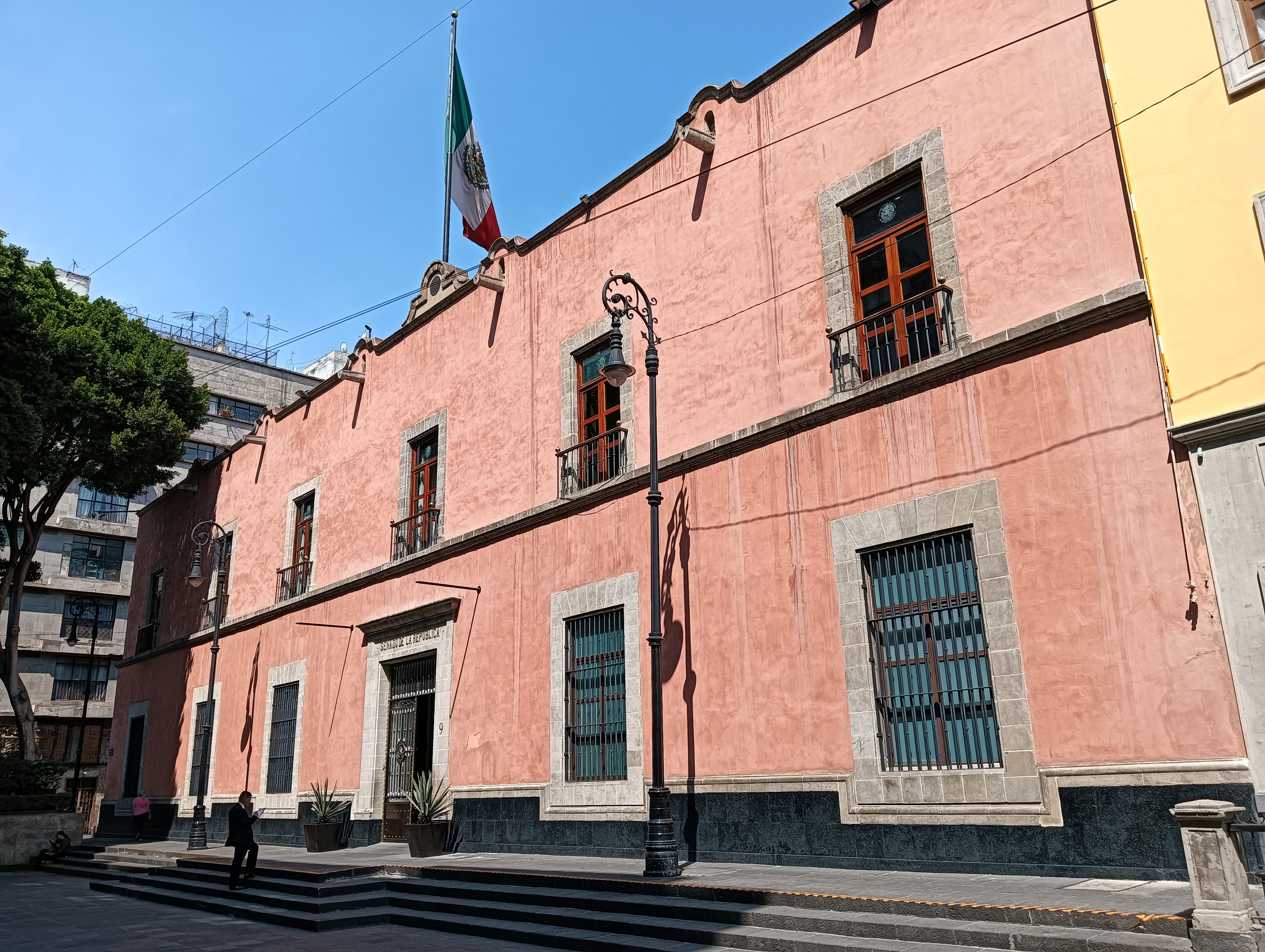
Casona de Xicotencatl.
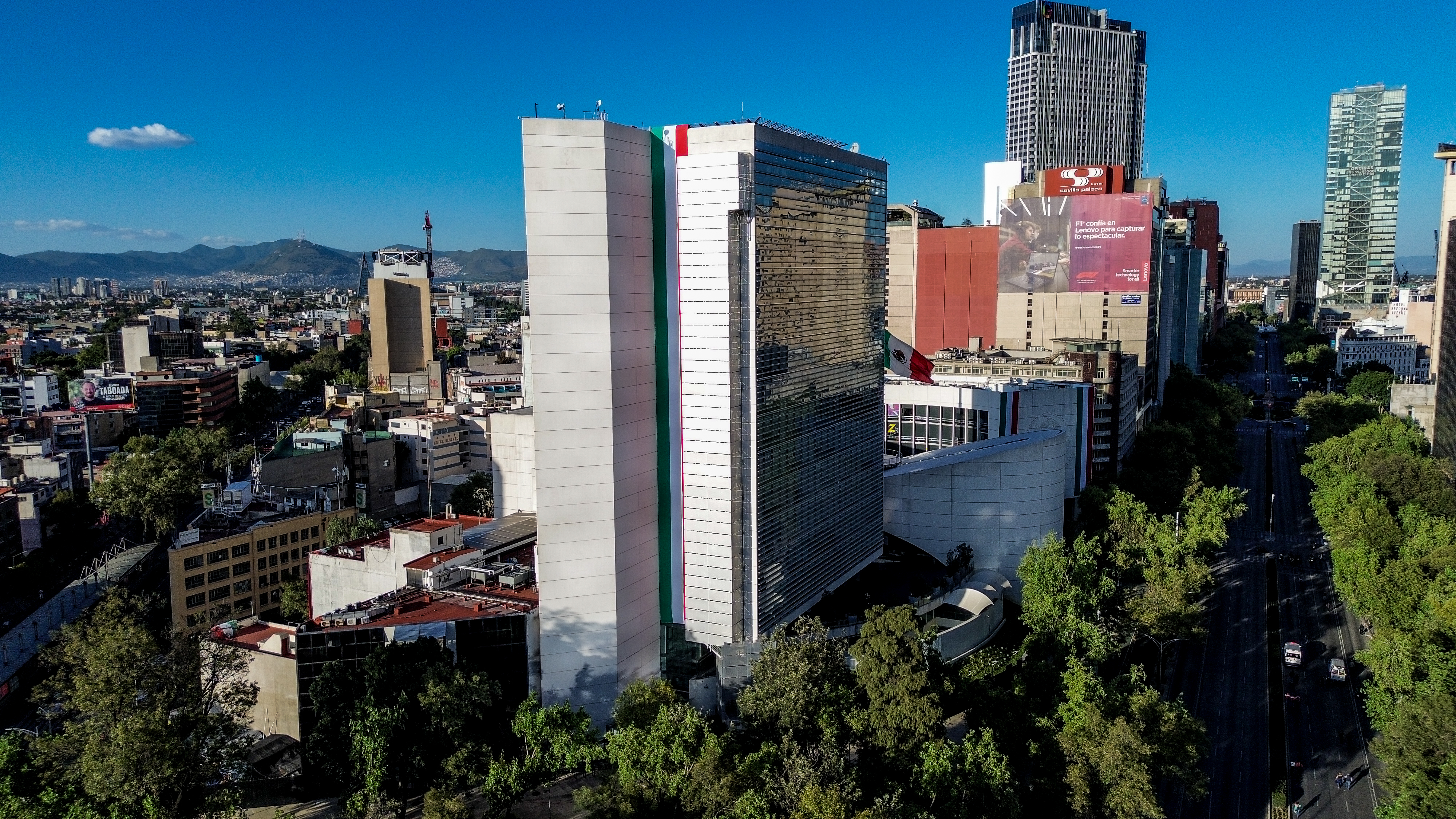
Edificio del Senado en Paseo de la Reforma.

### Transitorias o emergentes
- Academia de Bellas Artes en Querétaro (1847-1848; Durante la ocupación estadounidense).
- Teatro Renacimiento (Informes presidenciales de Porfirio Díaz)
- Estadio Nacional (Actos de transmisión del Poder Ejecutivo 1924-1934)
- Palacio Legislativo de Donceles (en 1931 ocupó una sala alterna, mientras se realizaban los trabajos de acondicionamiento de su nueva sede; y lo fue para todas las sesiones de Congreso General).
- Teatro de las Bellas Artes (Actos de transmisión del Poder Ejecutivo 1946-1964 e informes presidenciales 1979, 1980 y 1992)
- Auditorio Nacional (Actos de transmisión del Poder Ejecutivo de 1970 y 1976)
- Palacio Legislativo de San Lázaro (Para todas las sesiones de Congreso General)

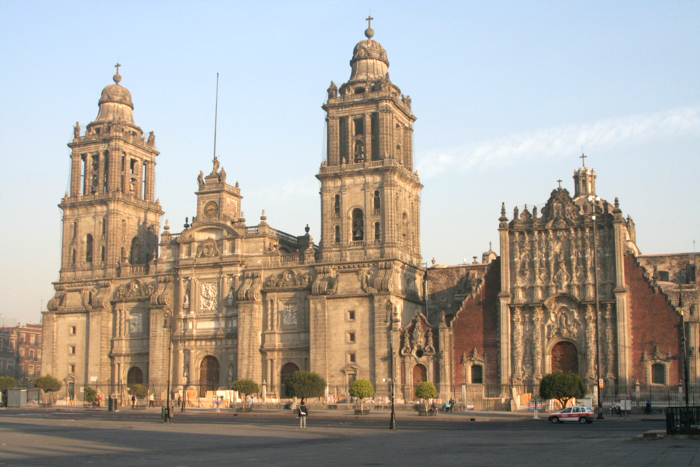
Catedral Metropolitana de la Ciudad de México
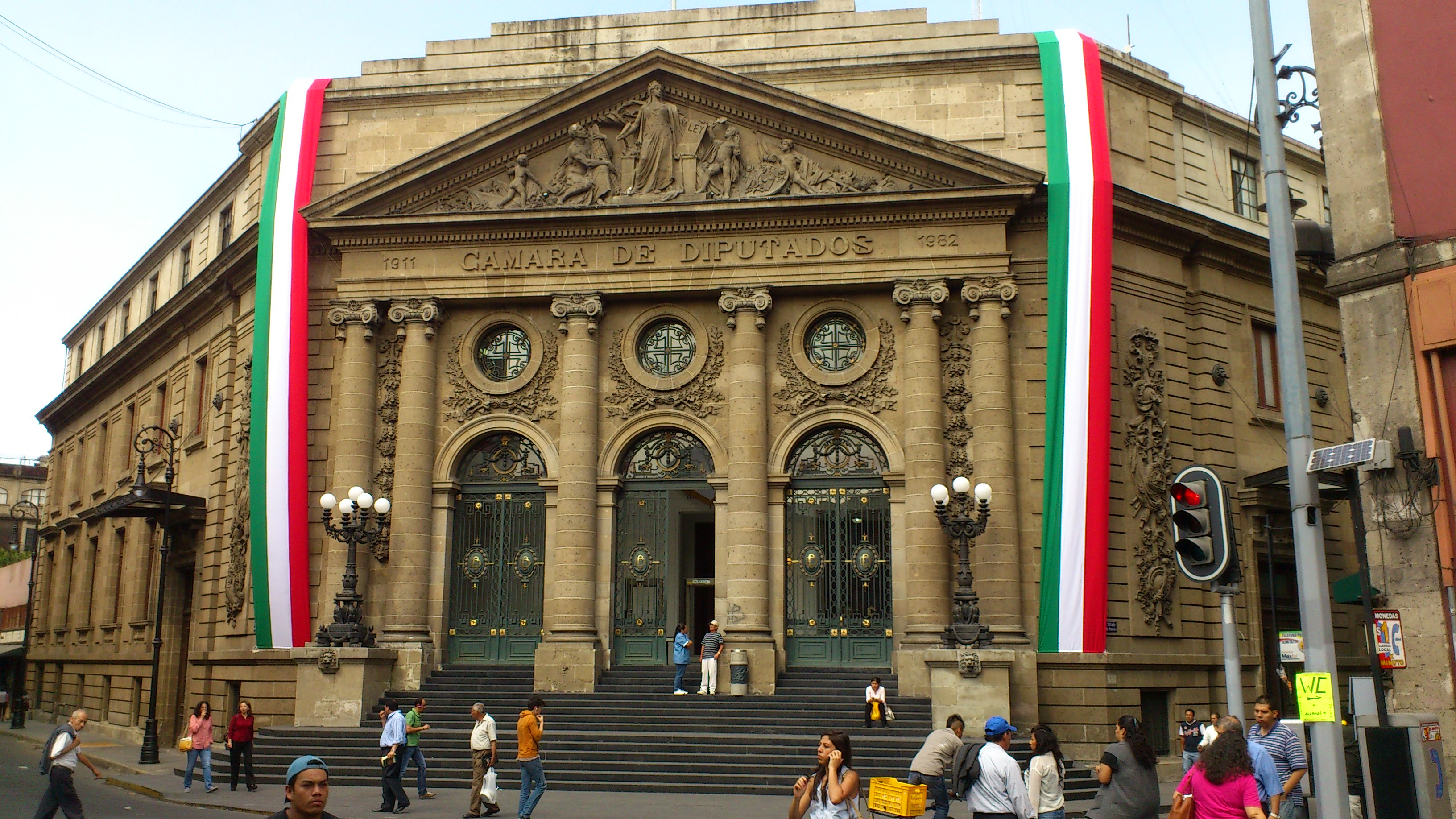
Palacio de Donceles.
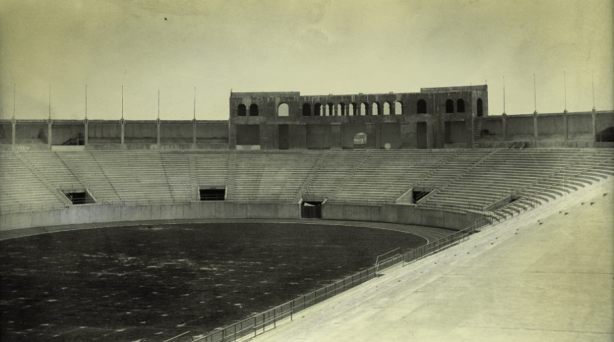
Estadio Nacional.
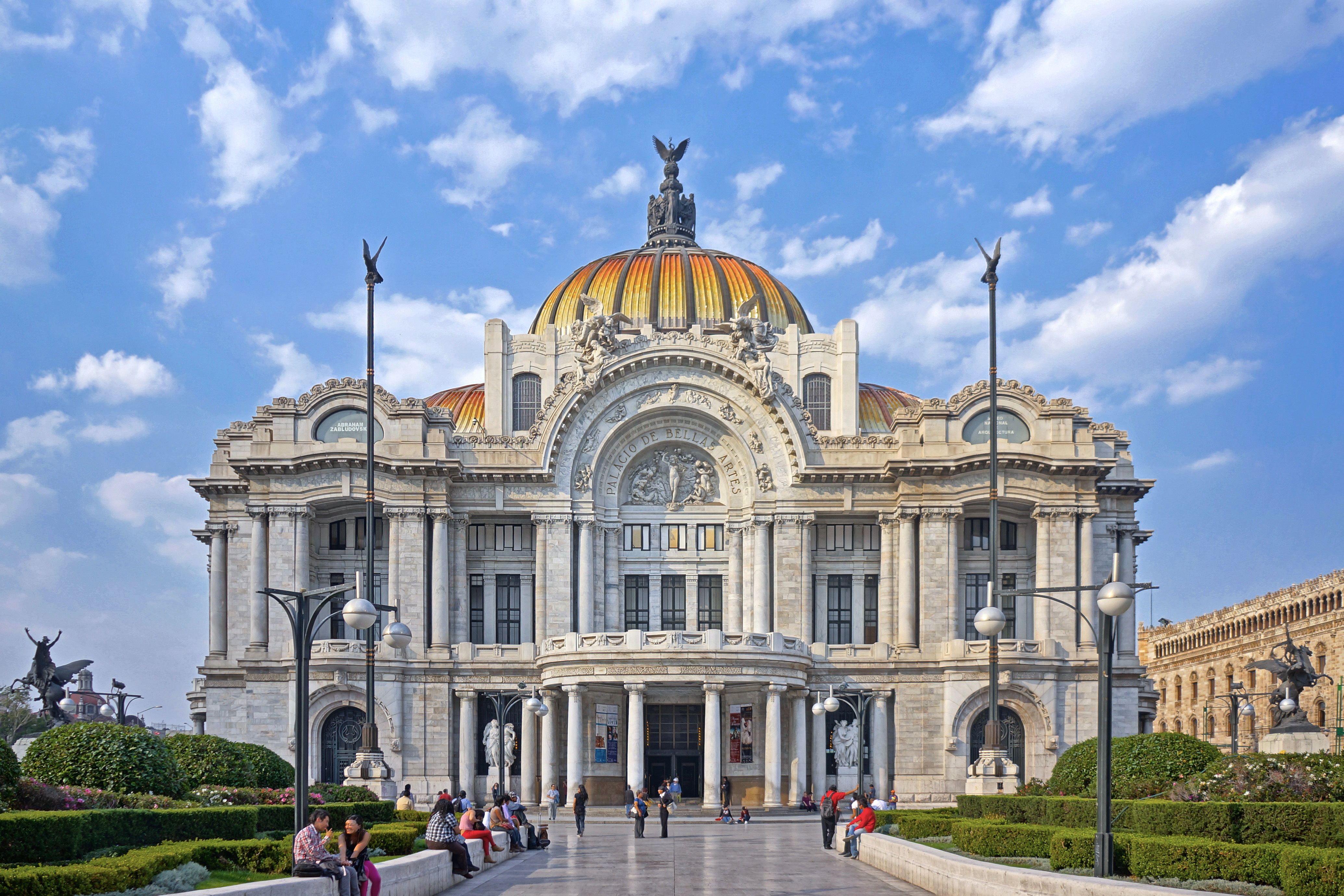
Palacio de Bellas Artes.
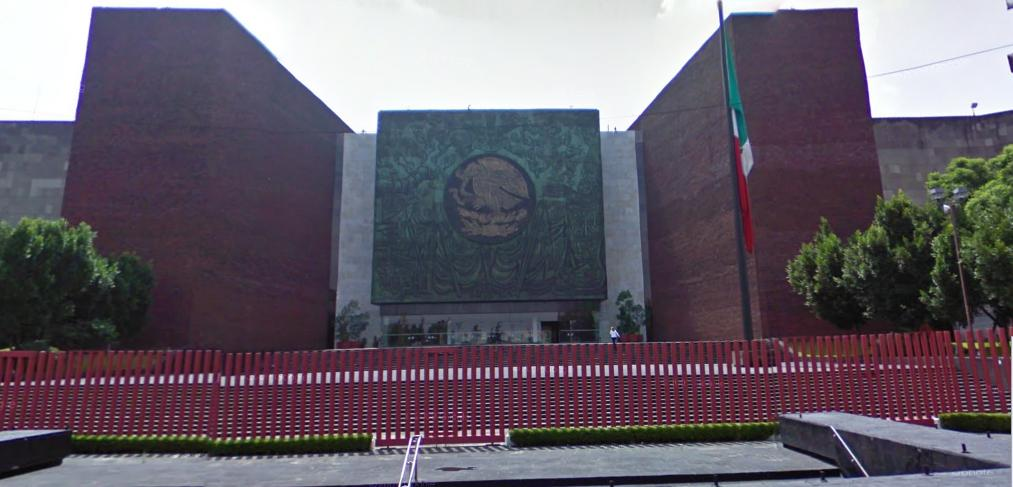
Palacio Legislativo de San Lázaro.

## Legislaturas

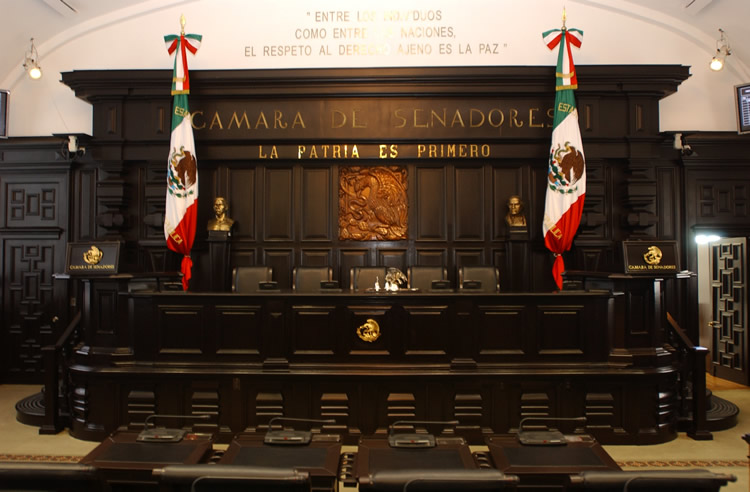
Antigua sede del Senado de la República.

Un senador ejerce su cargo por el periodo de seis años para el que fue elegido  (del 1 de septiembre del año de su elección al 31 de agosto seis años después), dividido en dos legislaturas de tres años cada una. Importante recordar, que no hubo Senado de la República que integrara las legislaturas entre 1857 y 1874, luego de haber sido suprimido.
Desde el 1 de septiembre de 2024 se encuentra instalada la LXVI Legislatura, la cual culminará su periodo el 31 de agosto de 2027. Los Senadores fueron elegidos para su cargo en las Elecciones de 2024 para un periodo de seis años, y están en sus puestos desde el 1 de septiembre de ese año, por lo tanto ejercerán su cargo desde la LXVI Legislatura hasta la LXVII Legislatura.
| Legislatura      | Periodo     | Legislatura            | Periodo     | Legislatura         | Periodo     | Legislatura        | Periodo     | Legislatura       | Periodo     |
| ---------------- | ----------- | ---------------------- | ----------- | ------------------- | ----------- | ------------------ | ----------- | ----------------- | ----------- |
| I Legislatura    | 1857 - 1861 | XVI Legislatura        | 1892 - 1894 | XXIX Legislatura    | 1920 - 1922 | XLIV Legislatura   | 1958 - 1961 | LIX Legislatura   | 2003 - 2006 |
| II Legislatura   | 1861 - 1863 | XVII Legislatura       | 1894 - 1896 | XXX Legislatura     | 1922 - 1924 | XLV Legislatura    | 1961 - 1964 | LX Legislatura    | 2006 - 2009 |
| III Legislatura  | 1863 - 1865 | XVIII Legislatura      | 1896 - 1898 | XXXI Legislatura    | 1924 - 1926 | XLVI Legislatura   | 1964 - 1967 | LXI Legislatura   | 2009 - 2012 |
| IV Legislatura   | 1867 - 1868 | XIX Legislatura        | 1898 - 1900 | XXXII Legislatura   | 1926 - 1928 | XLVII Legislatura  | 1967 - 1970 | LXII Legislatura  | 2012 - 2015 |
| V Legislatura    | 1869 - 1871 | XX Legislatura         | 1900 - 1902 | XXXIII Legislatura  | 1928 - 1930 | XLVIII Legislatura | 1970 - 1973 | LXIII Legislatura | 2015 - 2018 |
| VI Legislatura   | 1871 - 1873 | XXI Legislatura        | 1902 - 1904 | XXXIV Legislatura   | 1930 - 1932 | XLIX Legislatura   | 1973 - 1976 | LXIV Legislatura  | 2018 - 2021 |
| VII Legislatura  | 1873 - 1875 | XXII Legislatura       | 1904 - 1906 | XXXV Legislatura    | 1932 - 1934 | L Legislatura      | 1976 - 1979 | LXV Legislatura   | 2021 - 2024 |
| VIII Legislatura | 1875 - 1878 | XXIII Legislatura      | 1906 - 1908 | XXXVI Legislatura   | 1934 - 1937 | LI Legislatura     | 1979 - 1982 | LXVI Legislatura  | 2024 - 2027 |
| IX Legislatura   | 1878 - 1880 | XXIV Legislatura       | 1908 - 1910 | XXXVII Legislatura  | 1937 - 1940 | LII Legislatura    | 1982 - 1985 |                   |             |
| X Legislatura    | 1880 - 1882 | XXV Legislatura        | 1910 - 1912 | XXXVIII Legislatura | 1940 - 1943 | LIII Legislatura   | 1985 - 1988 |                   |             |
| XI Legislatura   | 1882 - 1884 | XXVI Legislatura       | 1912 - 1913 | XXXIX Legislatura   | 1943 - 1946 | LIV Legislatura    | 1988 - 1991 |                   |             |
| XII Legislatura  | 1884 - 1886 | XXVI Legislatura (bis) | 1913 - 1914 | XL Legislatura      | 1946 - 1949 | LV Legislatura     | 1991 - 1994 |                   |             |
| XIII Legislatura | 1886 - 1888 | Congreso Constituyente | 1916 - 1917 | XLI Legislatura     | 1949 - 1952 | LVI Legislatura    | 1994 - 1997 |                   |             |
| XIV Legislatura  | 1888 - 1890 | XXVII Legislatura      | 1917 - 1918 | XLII Legislatura    | 1952 - 1955 | LVII Legislatura   | 1997 - 2000 |                   |             |
| XV Legislatura   | 1890 - 1892 | XXVIII Legislatura     | 1918 - 1920 | XLIII Legislatura   | 1955 - 1958 | LVIII Legislatura  | 2000 - 2003 |                   |             |